# Саблін Юрій Володимирович
Юрій (Георгій) Володимирович Саблін (24 листопада 1897, місто Юр'їв Ліфляндської губернії, тепер Тарту, Естонія — розстріляний 20 червня 1937) — радянський військовий діяч, революціонер. Член ЦВК та ВУЦВК. 

## Життєпис
Народився в дворянській родині. Батько, Володимир Михайлович Саблін, брав участь в антиурядової агітації серед студентів і напередодні коронації Миколи II у 1896 році був висланий поліцією з Москви до Юр'їва. Разом із чоловіком поїхала дружина — Варвара Федорівна Корш (1877 — ?), дочка Федора Адамовича Корша. У Юр'їві родина прожила два роки, після чого повернулася до Москви, де народилися ще 2 сини — Володимир та Ігор. 1902 року батьки розлучилися, діти залишилися жити з батьком. Незабаром батько одружився з Тамарою Василівною Демидовою, падчеркою адвоката Плевако, у цьому шлюбі народилися діти Наталія, Тетяна, Всеволод.
У 1915 році Юрій Саблін закінчив 7 класів гімназії. Навчався у Московському комерційному інституті, одночасно відвідував лекції Московського університету. У 1915 році став членом партії соціалістів-революціонерів (есерів). 
У 1916 році, після закінчення першого курсу інституту, добровільно вступив до російської армії як доброволець. Брав участь у боях Першої світової війни, служив молодшим феєрверкером артилерійської батареї на Південно-Західному та Румунському фронтах. Був отруєний газами та госпіталізований. Після виписки зі шпиталю закінчив 2-у Московську школу прапорщиків у 1917 році, служив у 56-му запасному піхотному полку молодшим офіцером роти у званні прапорщика.
Підтримав Лютневу революцію, з березня 1917 року — член виконавчого комітету Московської ради від лівих есерів. Був військовим комісаром оборони Московського району за призначенням Народного комісаріату у військових справах. На 2-му Всеросійському з'їзді Рад у 1917 році обраний членом ЦВК, був членом штабу Московського військово-революційного комітету. У жовтні 1917 року брав участь у повстанні в Москві проти влади Тимчасового уряду, командував загоном повсталих, які зайняли оборону біля Нікітських воріт. Після встановлення радянської влади у Москві обраний членом Президії Московської ради від лівих есерів.
У грудні 1917 року очолив 1-й Московський революційний загін, який воював проти військ генерала Каледіна та військ Центральної Ради в Україні. Командуючи Північною ділянкою Південно-Східного фронту, брав участь у взятті Новочеркаська. У лютому 1918 року командував 12-м червоним полком, але через конфлікт з більшовиками Краматорська був ними заарештований і відправлений до Харкова. 
З березня по квітень 1918 року — командувач 4-ї армії. З квітня по липень 1918 року — комісар Московського району Західної завіси. Учасник лівоесерівського заколоту в Москві в липні 1918 року, обіймав посаду начальника штабу ЦК партії лівих есерів. Був заарештований у Саратові 16 липня 1918 року. Революційний суд при ВЦВК 27 листопада 1918 року засудив Сабліна до року позбавлення волі, але вже 29 листопада 1918 року був амністований через визнання заслуг перед революцією.
З грудня 1918 року командував «червоними» у Харківському регіоні, очолив Куп'янський лівоесерівський ревком. У грудні 1918 — липні 1919 року — командир 11-го Українського радянського полку. У липні — жовтні 1919 року — командир 3-ї бригади 41-ї стрілецької дивізії. У жовтні — листопаді 1919 року — командир групи військ 14-ї армії.
Член РКП(б) з 1919 року.
12 листопада 1919 — 3 січня 1920 року — командир 41-ї стрілецької дивізії. 20 лютого — 14 березня 1920 року — командир Естонської стрілецької дивізії. 2 квітня — 14 червня 1920 року — командир 46-ї стрілецької дивізії. 2 липня — 31 липня 1920 року — командувач Правобережної групи військ 13-ї армії. 17 липня — 7 серпня 1920 року — начальник 52-ї стрілецької дивізії. 20 серпня — 20 вересня 1920 року — начальник зведеної кавалерійської дивізії. 20 жовтня — 20 листопада 1920 року — командир окремої кавалерійської бригади 6-ї армії. 10 грудня 1920 — 19 квітня 1921 року — начальник 16-ї кавалерійської дивізії.
У березні 1921 року, як делегат Х з'їзду РКП(б), брав участь у придушенні Кронштадтського повстання. З 14 березня 1921 року — помічник командувача Південної групи військ 7-ї Окремої армії.
У 1921—1923 роках — слухач Військовій академії РСЧА. У 1923 році закінчив Військово-академічні курси вищого командного складу РСЧА. Під час навчання був відповідальним секретарем президії Військово-наукового товариства академії та завідувачем військового відділу газети «Известия».
Після закінчення навчання продовжив службу у військово-повітряних силах (ВПС), навчався на пілота літака-спостерігача. З березня по листопад 1925 року — начальник штабу ВПС Туркестанського фронту, учасник боротьби із басмачами в Середній Азії та Туркестані. Наприкінці 1925 року визнаний непридатним до льотної служби за станом здоров'я. 
У 1925 році закінчив Курси удосконалення командного і начальницького складу військ РСЧА.
У листопаді 1925 — липні 1930 року — командир 99-ї стрілецької дивізії Українського військового округу.
У липні 1930 — лютому 1931 року — заступник начальника та начальник навчального відділу Курсів удосконалення командного і начальницького складу військ РСЧА.
У лютому — травні 1931 року — помічник інспектора піхоти РСЧА та водночас керівник військового навчання в Комуністичному університеті трудящих Сходу.
У травні 1931 — лютому 1936 року — начальник 52-го управління військово-будівельних робіт (УНР-52) та комендант Летичівського укріпленого району Київського військового округу.
У лютому — вересні 1936 року — командир 97-ї стрілецької дивізії Київського військового округу.
26 вересня 1936 року заарештований органами НКВС у місті Вінниці. 19 червня 1937 року засуджений Військовою колегією Верховного суду СРСР за статтями 58-8, 58-11 КК РРФСР до розстрілу. Страчений 20 червня 1937 року.
12 грудня 1956 року посмертно реабілітований Верховним судом СРСР.

## Нагороди та відзнаки
- два ордени Червоного Прапора (1921, 1921)